# Máquina de franquear
Máquina de Franquear é um equipamento do serviço postal cuja função é a de impressão de selos estampados em correspondências, realizando o registro dos franqueamentos efetuados. É composto, por base e medidor. A máquina de franquear pode ser instalada em Agências de Correios próprias da ECT, em Agências terceirizadas e em estabelecimentos de terceiros.